# Неми крик
Неми крик (енгл. The silent scream) је амерички документарни филм о абортусу, аутора др Бернарда Нејтансона из 1984. године.
Филм приказује ток абортуса на 12 недеља старом људском фетусу преко ултразвука. Види се, да људски фетус доживљава бол и неугодност током захвата. Филм се приказивао у великом броју држава и као средство едукације. Погледао га је и амерички председник Роналд Реаган у Белој кући. Аутор филма је амерички лекар Бернард Нејтансон, који је дуго година био један од водећих активиста за легализацију побачаја. Лично је извршио хиљаде абортуса. Након што је ултразвук добио већу примену у пренаталној медицини, постао је активиста против абортуса. У склопу тога је снимио овај документарни филм.